# Uxbridge
|  | Per a altres significats, vegeu «Uxbridge (Massachusetts)». |

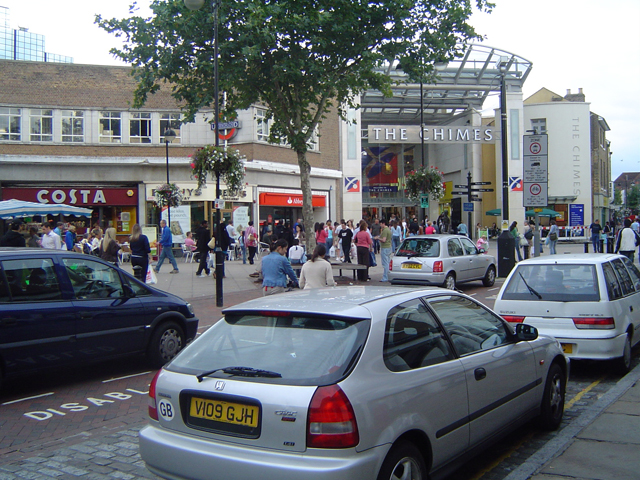
Ciutat d'Uxbridge

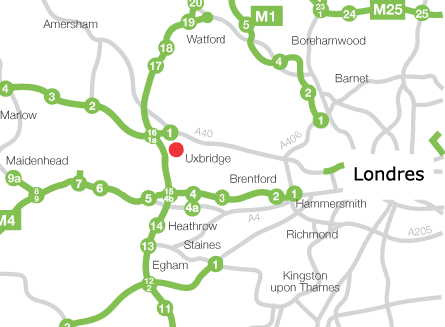
Mapa d'Uxbridge

Uxbridge (pronunciat /'ʌksbrɪdʒ/) és una gran ciutat suburbana al nord-est de Londres, Anglaterra, i la seu administrativa del Districte Municipal londinenc de Hillingdon, un dels 32 barris que conformen l'àrea metropolitana de Londres. Està localitzada al nord-oest de Charing Cross i a 24.1 quilòmetres del centre de Londres i és un dels principals centres metropolitans identificats en el London Plan. Està envoltada de zones verdes, cosa que li dona la tranquil·litat d'una ciutat petita, però situada al costat de la gran metròpoli londinenca i de tots els serveis que ofereix.
Històricament va formar part del districte de Hillingdon al comtat de Middlesex i era un significatiu centre comercial local des de molt antic. Com a conseqüència del creixement suburbà de Londres en el segle xx, es va ampliar i augmentar en població, i va esdevenir un Districte Municipal el 1955; va passar a formar part del Gran Londres des de 1965. Uxbridge és un significatiu centre comercial de venda al públic, i és on s'ubica la Brunel University. La ciutat és a prop del límit amb Buckinghamshire, a la zona del Riu Colne.
Uxbridge és famosa per tenir una base de les forces aèries britàniques, a on durant molt de temps va estar situat al quarter general dels bombarders que van participar en la Segona Guerra Mundial. Avui dia, pot visitar-se la rèplica d'un d'aquests avions a l'entrada de la base.
Així mateix, Uxbridge és una zona comercial molt animada, i la gran majoria dels seus carrers són de vianants. Hi ha dos grans centres comercials als quals acudeixen els residents de tota l'àrea de Hillingdon per fer les seves compres, i compta amb un ampli ventall de tendes de moda i espais d'oci.